# Björk
Björk Guðmundsdóttir (wym. [ˈpjœr̥k ˈkvʏðmʏntsˌtoʊhtɪr]ⓘ; ur. 21 listopada 1965 w Reykjavíku) – islandzka piosenkarka, autorka tekstów, kompozytorka, aktorka, producentka muzyczna i DJ.
Wielokrotnie nagradzana różnymi nagrodami muzycznymi, takimi jak Brit Awards i Europejskie Nagrody Muzyczne MTV. Zajęła 60. miejsce w zestawieniu „100 najlepszych wokalistów wszech czasów” sporządzonym przez magazyn „Rolling Stone”.

## Młodość
Jest córką Guðmundura Gunnarsona i Hildur Rúny Hauksdóttir. Jej ojciec był działaczem związkowym, a matka opuściła go, gdy Björk miała zaledwie rok, by zamieszkać w komunie hippisowskiej. Kilka lat później związała się z muzykiem bluesowym, który wywarł duży wpływ na edukację muzyczną pasierbicy.

## Kariera muzyczna
Rozpoczęła karierę muzyczną w wieku 11 lat, podejmując naukę gry na fortepianie w szkole muzycznej. Jedna z jej nauczycielek przesłała nagranie piosenki Tiny Charles „I Love to Love” islandzkiej stacji radiowej Radio One, która następnie wyemitowała utwór na antenie w całym kraju. Wkrótce z piosenkarką skontaktował się przedstawiciel wytwórni Fálkinn z propozycją wydania płyty. Z pomocą swojego ojczyma, który grał na gitarze, nagrała w 1977 pierwszy album studyjny, zatytułowany po prostu Björk. Płyta, zawierająca kilka islandzkich piosenek dla dzieci, a także autorską wersję przeboju zespołu The Beatles „Fool on the Hill”, stała się bardzo popularna na Islandii.
W wieku 14 lat założyła swój własny dziewczęcy zespół Spit and Snot, w którym grała muzykę punkową. Kolejnym epizodem jej muzycznej kariery było granie w zespole Exodus tworzącym muzykę jazz fusion. W 1980 skończyła szkołę muzyczną i rok później wraz z basistą Exodusu Jakobem Magnússonem założyła nowy zespół, Tappi Tíkarrass. W tym samym roku wydali pierwszy singiel, „Bítið Fast Í Vítið”, a dwa lata później – wspólny album pt. Miranda.
W kolejnych miesiącach podjęła współpracę z muzykami z zespołów Purrkur Pillnikk i Þeyr, z którymi wkrótce założyła grupę Kukl. Krótkotrwały eksperyment okazał się sukcesem, dlatego muzycy postanowili kontynuować współpracę, rozwijając styl podobny do muzyki gothic rock. Zespół występował na Islandii z angielskim zespołem Crass', później również w Wielkiej Brytanii, gdzie pojawił się na scenie z zespołem Flux of Pink Indians. Zespół wydał też dwa albumy studyjne, The Eye w 1984 i Holidays in Europe w 1986.
Latem 1986 wraz z kilkoma członkami zespołu założyła grupę Sykurmolarnir, która zyskała światową popularność pod angielską nazwą The Sugarcubes. Ich pierwszy singiel, „Ammæli” (nagrany również w wersji angielskiej jako „Birthday”), stał się hitem w Wielkiej Brytanii oraz zyskał pewne uznanie w USA. Wkrótce pojawiły się oferty wytwórni, z których artyści wybrali firmę One Little Indian. W 1988 nagrali w niej pierwszy album studyjny pt. Life’s Too Good, który zdobył międzynarodowy rozgłos. Mimo wydania dwóch kolejnych udanych albumów, Here Today, Tomorrow Next Week! i Stick Around for Joy w zespole narastały napięcia, zwłaszcza między Björk a Einarem Örnem, aż wreszcie w 1992 doszło do rozwiązania grupy.

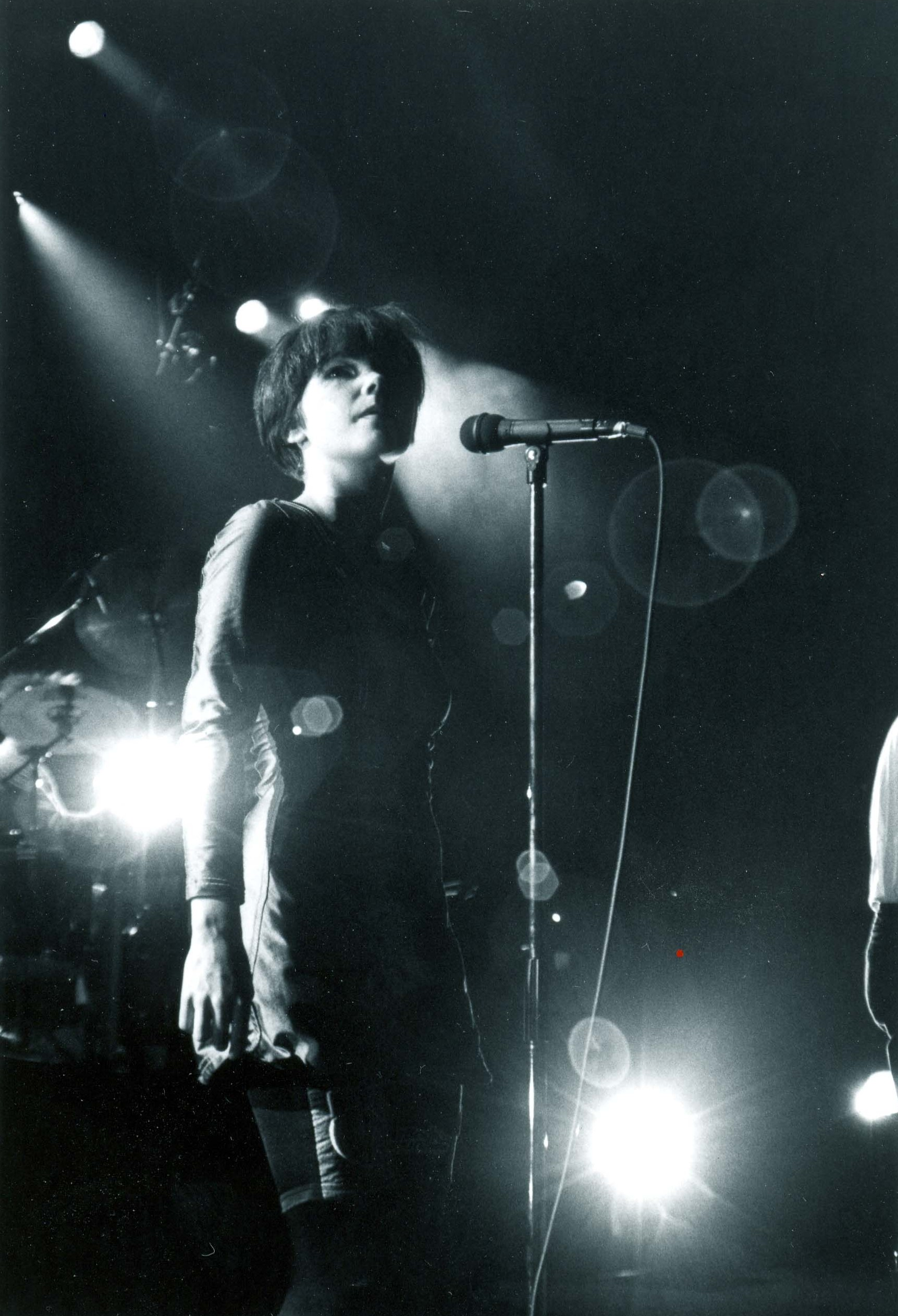
Björk podczas koncertu z zespołem The Sugarcubes

W tym czasie solowo wzięła udział w kilku innych projektach, m.in. z bebopową grupą Trio Guðmundar Ingólfssonar wydała w Islandii nagranie Gling-Gló, które zawiera głównie islandzkie standardy jazzowe; udzielała się także na płycie housowego zespołu 808 State. Po rozpadzie zespołu The Sugarcubes przeprowadziła się do Londynu, gdzie wkrótce rozpoczęła karierę solową. Rozpoczęła udaną współpracę z producentem Nellee Hooperem, z którym wspólnie nagrała i wydała pierwszy solowy singiel „Human Behaviour”. W czerwcu 1993 premierowo zaprezentowała solowy album studyjny pt. Debut, który zdobył uznanie wśród krytyków i publiczności, a w Stanach Zjednoczonych uzyskał status złotej płyty.
W 1994 powróciła do studia nagraniowego, by wraz z Nellee Hooperem, Trickym, Grahamem Masseyem oraz producentem muzyki elektronicznej Howie B pracować nad kolejnym albumem. Płyta, zatytułowana Post, ukazała się w czerwcu 1995. Wydawnictwo dotarło do drugiego miejsca na liście przebojów w Wielkiej Brytanii i zdobyło status złotej płyty w USA. W styczniu 1997 pojawił się kolejny album studyjny pt. Telegram, który zawierał remiksy przebojów z Post. W międzyczasie wystąpiła w MTV Unplugged oraz napisała piosenkę dla Madonny. Również w 1997 wydała kolejny album studyjny pt. Homogenic, którą opisywała jako „eksperymentalną próbę opisania krajobrazu Islandii”. Przy produkcji albumu współpracowali z nią producenci Mark Bell, Guy Sigsworth i ponownie Howie B.
We wrześniu 2000 wydała album pt. Selmasongs, zawierający utwory nagrane na potrzeby ścieżki dźwiękowej do filmu Tańcząc w ciemnościach Larsa von Triera, w którym zagrała główną rolę Selmy. Za występ w filmie otrzymała nagrodę dla najlepszej aktorki na 53. MFF w Cannes. W 2001 wydała album pt. Vespertine, nad którym współpracowała z eksperymentującymi artystami Matmos, Thomasem Knakiem i harfistką Zeeną Parkins.

W 2002 i 2003 zdecydowała się na wydanie zestawów CD, Family Tree, i DVD, na których pojawiły się dotąd niepublikowane materiały. Wydała też płytę z największymi przebojami z mijającego dziesięciolecia solowej kariery, Greatest Hits. 12 lipca 2003 wystąpiła po raz pierwszy w Polsce, grając koncert w Sopocie. W sierpniu 2004 wydała album pt. Medúlla, który promowała singlem „Oceania”, skomponowanym przez nią na zaproszenie Międzynarodowego Komitetu Olimpijskiego. Wykonała piosenkę podczas ceremonii otwarcia XVIII Igrzysk Olimpijskich w Atenach. W tym samym roku została nominowana za całokształt twórczy do MTV Europe Music Awards w kategorii najlepszego wykonawcy alternatywnego.

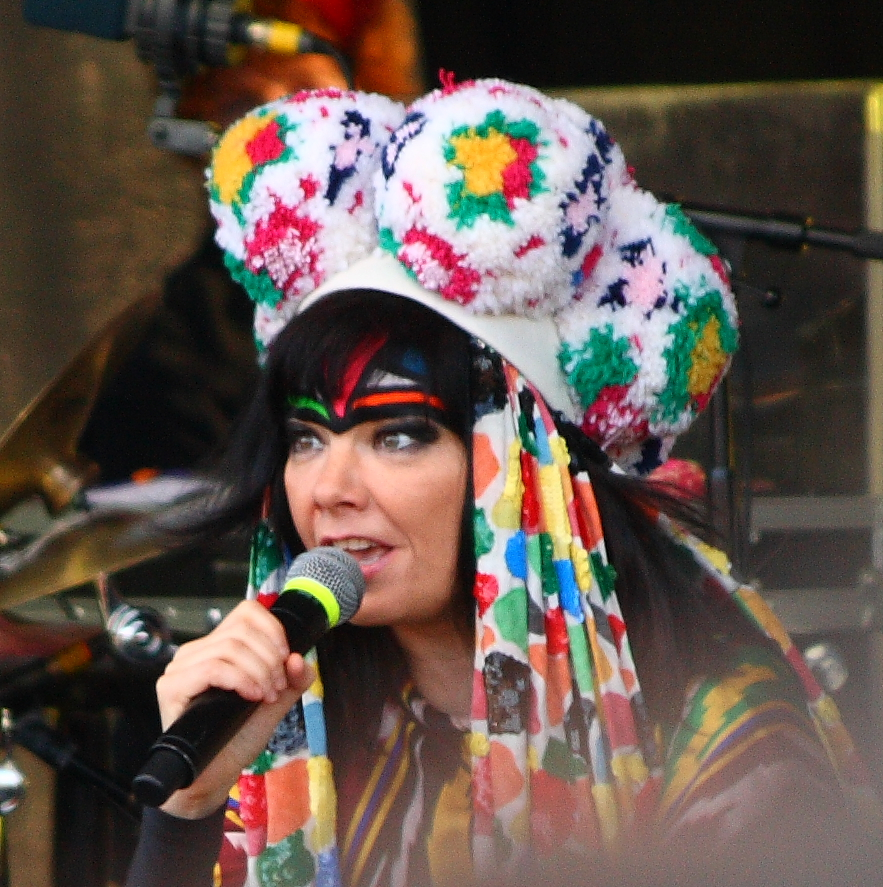
Björk podczas koncertu w Reykjavíku, 2008

W 2005 podjęła się realizacji ścieżki dźwiękowej do filmu Drawing Restraint 9 Matthew Barneya, a w 2006 udostępniła do sprzedaży zestaw kompilacyjny pt. Surrounded, składający się z siedmiu płyt typu Dual-Disc zawierających jej wszystkie dotychczasowe albumy na stronach CD i teledyski na stronach DVD. W maju 2007 wydała szósty album studyjny pt. Volta, nad którym pracowali z nią Mark Bell, Timbaland, Antony Hegarty i Sjón. Płytę promowała podczas światowej trasy koncertowej oraz poprzez single „Earth Intruders”, „Innocence”, „Wanderlust” i „Declare Independence”. Teledysk do ostatniego, po 10-letniej przerwie we współpracy, wyreżyserował Michel Gondry. Za album została nominowana do Grammy w kategorii „najlepsza płyta alternatywna”. 1 lipca 2007 wystąpiła na Open’er Festival w Gdańsku.

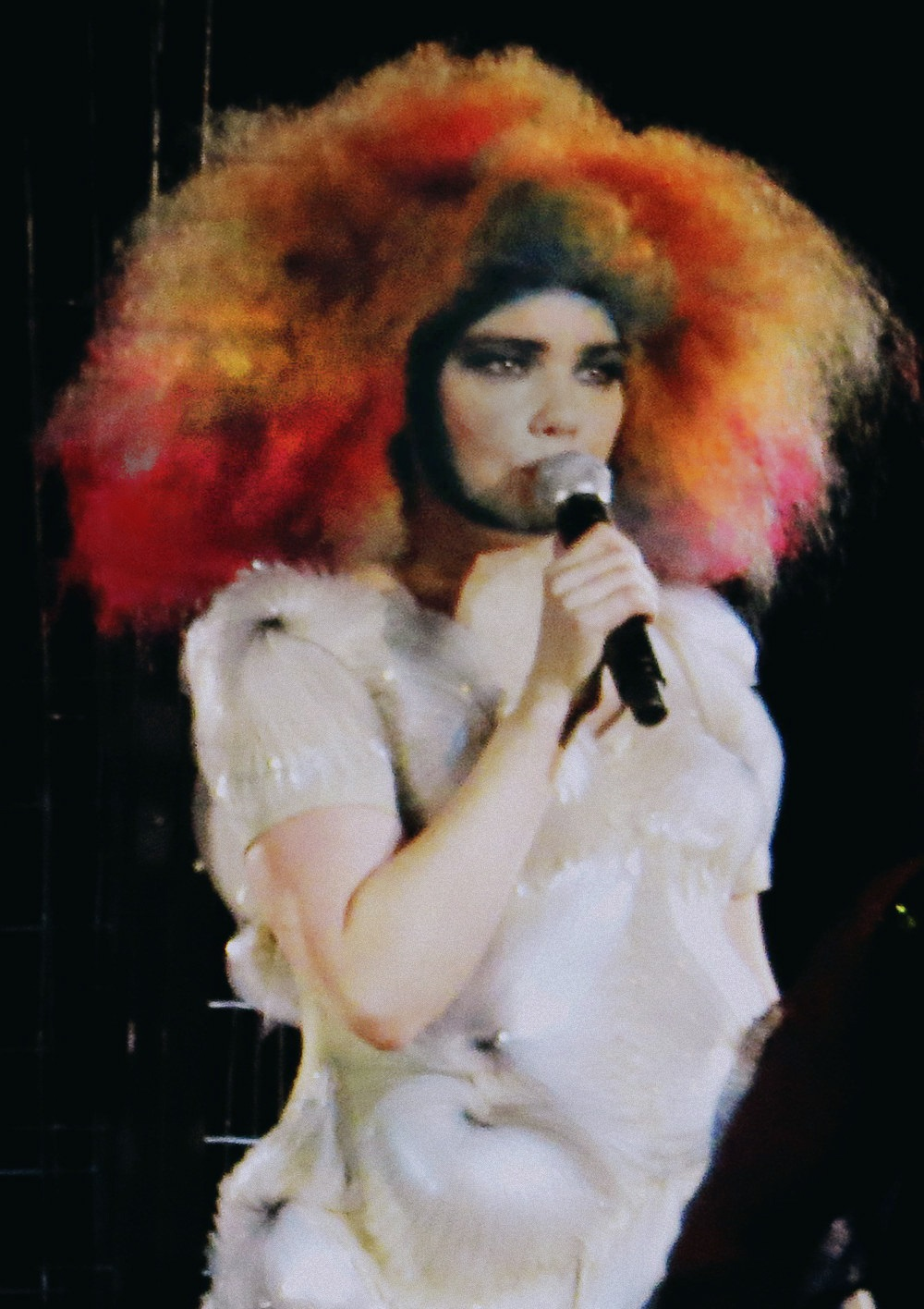
W trakcie trasy the Biophilia Tour podczas koncertu w Paryżu, 2013

Podczas koncertu w marcu 2008, w Szanghaju, końcowy utwór „Declare Independence” zakończyła skandowaniem: „Tybet! Tybet!”. Dołączyła tym samym do protestu przeciwko łamaniu praw człowieka przez rząd chiński w Tybecie i przyznaniu Państwu Środka organizacji Letnich Igrzysk Olimpijskich w 2008. Kilka dni przedtem zadedykowała utwór w Tokio nowo niepodległemu Kosowu, co podobno spowodowało skreślenie jej z programu serbskiego Exit Festival 2008 w lipcu w Nowym Sadzie. Jej wcześniejsze dedykacje tego utworu miały na uwadze m.in. niepodległościowe aspiracje Grenlandii i Wysp Owczych, obecnych zamorskich posiadłości Danii, z kolei zarządcy kolonialnego jej rodzimej Islandii do 1918.
W 2010 została laureatką Polar Music Prize, szwedzkiej nagrody przyznawanej za wybitne osiągnięcia w dziedzinie muzyki. Wystąpiła gościnnie w piosence „Surrender” islandzkiej piosenkarki Ólöf Arnalds, znanej głównie z zespołu Múm.
W styczniu 2015 artystka wydała swój dziewiąty studyjny album "Vulnicura", promowany przez single "Stonemilker" oraz "Lionsong". Album wyraża uczucia przed i po rozstaniu z jej partnerem – Matthew Barneyem. W tym samym roku w Nowojorskim Museum of Modern Art powstała wystawa podsumowująca dotychczasową twórczości artystki oraz wydany został film dokumentalny "Muzyczny wszechświat Björk". Rok później odbyła się trasa koncertowa Vulnicura Tour. Otrzymała Brit Award w kategorii najlepszej artystki międzynarodowej.
2017 przyniósł dziesiąty studyjny album "Utopia", który był promowany przez trasę koncertową zrealizowaną rok później. W 2022 zagrała w filmie Wiking, wyreżyserowanym przez Roberta Eggersa. W tym samym roku wydana została "Fossora", uprzedzona singlami "Atopos" oraz "Ovule".
W listopadzie 2023 został wspólnie z Rosalíą zrealizowały singiel "Oral", z którego cały dochód będzie przekazany na wsparcie AEGIS, czyli organizacji walczącej z przemysłową hodowlą ryb, która negatywnie oddziałowuje na Islandzkie fiordy.
W marcu 2024 na okładce magazynu Vogue Scandinavia pojawiła się zdjęcie artystki, ubranej w sukienkę z wiosennej kolekcji Haute Couture marki Maison Margiela.

## Kariera aktorska
W 1990 zagrała Margit, dziewczynę, której matka została zabita za uprawianie czarów, w opowieści Juniper Tree na podstawie baśni braci Grimm. W 1994 pojawiła się w filmie Prêt-à-Porter. Nagrała także muzykę do filmu Young Americans.

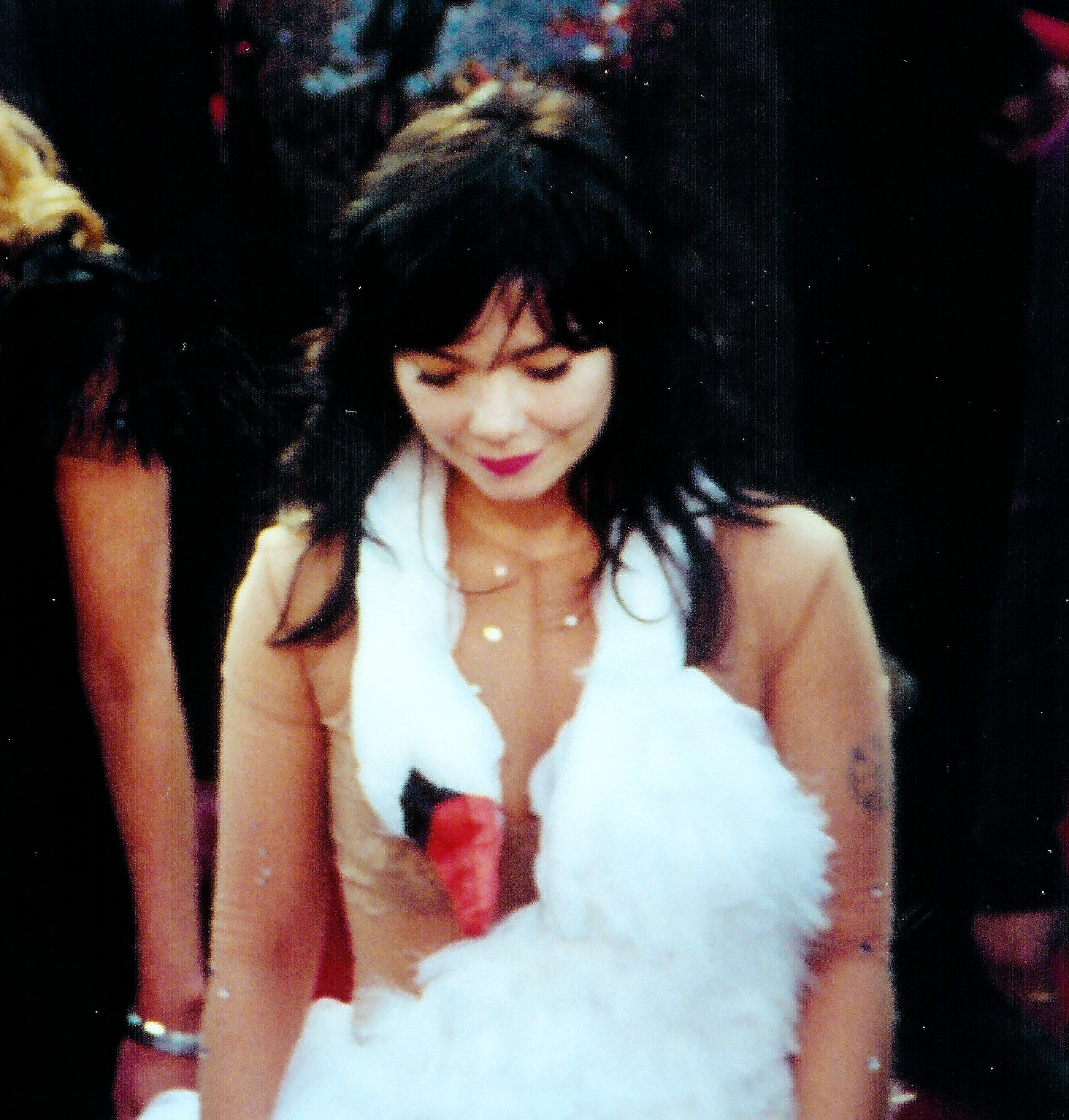
Podczas 73. ceremonii wręczenia Oscarów w 2001

W 1999 poproszono ją, by napisała muzykę do filmu Larsa von Triera Tańcząc w ciemnościach, historii czeskiej imigrantki Selmy, która zbiera pieniądze na operację oczu dla swojego syna. Ostatecznie reżyser zaproponował jej, by rozważyła zagranie roli Selmy, którą to propozycję początkowo odrzuciła. Reżyser wówczas zagroził, że zakończy ten projekt, porzucając już przygotowany materiał, więc ostatecznie piosenkarka zgodziła się i wystąpiła w filmie u boku Catherine Deneuve. Później przyznała, że praca ta była tak wycieńczająca fizycznie i psychicznie, że przysięgła, że już nigdy nie wystąpi w filmie. Tymczasem za swoją kreację otrzymała nagrodę aktorską na 53. MFF w Cannes. Natomiast muzyka, która ukazała się na albumie zatytułowanym Selmasongs, nominowana była do Oscara.
W 2005 zagrała w Drawing Restraint 9, artystycznym filmie Matthew Barneya, będącego partnerem życiowym Björk. Skomponowała ścieżkę dźwiękową do filmu, o charakterze muzyki awangardowej, która została wydana w tym samym roku pod tym samym tytułem. Utwory na płycie zawierają także odniesienia do klasycznej muzyki japońskiej. Trzy z nich zawierają wirtuozerską grę znanej japońskiej muzyczki Mayumi Miyata na tradycyjnym instrumencie dętym shō.
Artystka zagrała w wydanym w 2022 filmie "Wiking" w roli wieszczki.

## Działalność pozamuzyczna
W 1984 wydała autorski tomik poezji pt. „Björk o świętych” (Um Úrnat Frá Björk), który własnoręcznie zilustrowała.

## Życie prywatne
Jest ateistką. Ma dwoje dzieci, syna Sindriego i córkę Isadorę. Mieszka na Islandii.
W latach 90. Ricardo López wysłał jej paczkę, w której znajdowała się bomba. Kamerą nagrał przygotowania, a później popełnił samobójstwo. Pakunek zdołała przechwycić policja. W konsekwencji wydarzeń wstrząśnięta piosenkarka postanowiła wyprowadzić się z Londynu i zamieszkać w Hiszpanii.

## Dyskografia

### Albumy studyjne
| Björk                       | - Data: 18 grudnia 1977 - Wydawca: Fálkinn                | –  | –  | –  | –  | –  | –  | –  | –  | –  | –  | –  |                                               |
| Debut                       | - Data: 5 lipca 1994 - Wydawca: One Little Indian         | 61 | –  | –  | 25 | 5  | 27 | –  | 18 | 24 | 65 | 3  | - USA: platynowa płyta - CAN: złota płyta     |
| Post                        | - Data: 13 czerwca 1995 - Wydawca: One Little Indian      | 32 | –  | –  | 26 | 5  | 13 | 9  | 5  | 6  | 26 | 2  | - USA: platynowa płyta - CAN: platynowa płyta |
| Homogenic                   | - Data: 22 września 1997 - Wydawca: One Little Indian     | 28 | 20 | –  | 2  | 12 | 5  | 10 | 13 | 10 | 16 | 4  | - USA: złota płyta - CAN: złota płyta         |
| Vespertine                  | - Data: 27 sierpnia 2001 - Wydawca: One Little Indian     | 19 | 2  | 6  | 1  | 20 | 5  | 3  | 3  | 3  | 6  | 8  | - CAN: złota płyta                            |
| Medúlla                     | - Data: 30 sierpnia 2004 - Wydawca: One Little Indian     | 14 | 6  | 2  | 1  | 20 | 6  | 4  | 3  | 5  | 10 | 9  |                                               |
| Volta                       | - Data: 7 maja 2007 - Wydawca: One Little Indian          | 9  | 6  | 6  | 3  | 17 | 5  | 7  | 3  | 9  | 12 | 7  |                                               |
| Biophilia                   | - Data: 10 października 2011 - Wydawca: One Little Indian | 27 | –  | 22 | 4  | 17 | 17 | 15 | 9  | 14 | 18 | 21 |                                               |
| Vulnicura                   | - Data: 20 stycznia 2015 - Wydawca: One Little Indian     | 20 | 12 | 48 | 33 | 10 | 31 | 14 | 7  | 52 | –  | 11 |                                               |
| Utopia                      | - Data: 24 listopada 2017 - Wydawca: One Little Indian    | 75 | –  | –  | 31 | 29 | 23 | 40 | 12 | 26 | 48 | 25 |                                               |
| Fossora                     | - Data: 30 września 2022 - Wydawca: One Little Indian     |    |    |    |    |    |    |    |    |    |    |    |                                               |
| „–” album nie był notowany. |                                                           |    |    |    |    |    |    |    |    |    |    |    |                                               |

### Ścieżki dźwiękowe
| Selmasongs                  | - Data: 18 września 2000 - Wydawca: One Little Indian | 41 | 19 | 4  | 85 | 10 | 20 | 22 | 17  | 34 | - JPN: złota płyta |
| Drawing Restraint 9         | - Data: 25 lipca 2005 - Wydawca: One Little Indian    | –  | –  | 67 | –  | –  | –  | –  | 212 | –  |                    |
| „–” album nie był notowany. |                                                       |    |    |    |    |    |    |    |     |    |                    |

### Kompilacje
| Greatest Hits               | - Data: 4 listopada 2002 - Wydawca: One Little Indian | 64 | 24 | 71 | 20 | 53 | - CAN: złota płyta |
| „–” album nie był notowany. |                                                       |    |    |    |    |    |                    |

### Albumy remiksowe
| The Best Mixes from he Album Debut for All the People Who Don’t Buy White Labels | - Data: wrzesień 1994 - Wydawca: One Little Indian     | –  | –   |
| Telegram                                                                         | - Data: 25 listopada 1996 - Wydawca: One Little Indian | 66 | –   |
| Army of Me: Remixes and Covers                                                   | - Data: 2 maja 2005 - Wydawca: One Little Indian       | –  | 168 |
| Bastards                                                                         | - Data: 19 listopada 2012 - Wydawca: One Little Indian | –  | –   |
| „–” album nie był notowany.                                                      |                                                        |    |     |

### Boxsety
| Family Tree                 | - Data: 4 listopada 2002 - Wydawca: One Little Indian | 100 | –  |
| Live Box                    | - Data: 18 sierpnia 2003 - Wydawca: One Little Indian | –   | 99 |
| Surrounded                  | - Data: 27 czerwca 2006 - Wydawca: One Little Indian  | –   | –  |
| Voltaïc                     | - Data: 23 czerwca 2009 - Wydawca: One Little Indian  | 148 | –  |
| „–” album nie był notowany. |                                                       |     |    |

### Albumy kolaboracyjne
| Tytuł                                         | Dane dot. albumu                                            |
| --------------------------------------------- | ----------------------------------------------------------- |
| Mount Wittenberg Orca (oraz Dirty Projectors) | - Data: 30 czerwca 2010 - Wydawca: Domino Recording Company |

### Albumy koncertowe
| Tytuł                      | Dane dot. albumu                                       |
| -------------------------- | ------------------------------------------------------ |
| Celebrating Wood and Metal | - Data: kwiecień 1997 - Wydawca: One Little Indian     |
| Debut Live                 | - Data: 14 kwietnia 2004 - Wydawca: One Little Indian  |
| Post Live                  | - Data: 14 kwietnia 2004 - Wydawca: One Little Indian  |
| Homogenic Live             | - Data: 14 kwietnia 2004 - Wydawca: One Little Indian  |
| Vespertine Live            | - Data: 14 kwietnia 2004 - Wydawca: One Little Indian  |
| Songs from the Volta Tour  | - Data: 30 czerwca 2009 - Wydawca: One Little Indian   |
| Björk: Biophilia Live      | - Data: 24 listopada 2014 - Wydawca: One Little Indian |
| Vulnicura Live             | - Data: 15 lipca 2016 - Wydawca: One Little Indian     |

### Single
| „Human Behaviour”                                 | 1993 | 36 | –  | – | –  | –  | –   | Debut         |
| „Venus as a Boy”                                  | 1993 | 29 | –  | – | –  | –  | –   | Debut         |
| „Play Dead” (feat. David Arnold)                  | 1993 | 12 | –  | – | –  | –  | –   | Debut         |
| „Big Time Sensuality”                             | 1993 | 17 | –  | 6 | –  | –  | –   | Debut         |
| „Violently Happy”                                 | 1994 | 13 | 31 | – | –  | –  | 100 | Debut         |
| „Army of Me”                                      | 1995 | 10 | 22 | – | –  | –  | 55  | Post          |
| „Isobel”                                          | 1995 | 23 | –  | – | –  | 18 | –   | Post          |
| „It’s Oh So Quiet”                                | 1995 | 4  | 57 | – | –  | 5  | –   | Post          |
| „Hyperballad”                                     | 1996 | 8  | –  | – | –  | 18 | –   | Post          |
| „Possibly Maybe”                                  | 1996 | 13 | –  | – | –  | –  | –   | Post          |
| „I Miss You”                                      | 1997 | 36 | –  | – | –  | –  | –   | Post          |
| „Jóga”                                            | 1997 | –  | –  | – | –  | 16 | –   | Homogenic     |
| „Bachelorette”                                    | 1997 | 21 | 17 | – | –  | –  | –   | Homogenic     |
| „Hunter”                                          | 1998 | 44 | 55 | – | –  | –  | –   | Homogenic     |
| „Alarm Call”                                      | 1998 | 33 | –  | – | –  | –  | –   | Homogenic     |
| „All Is Full of Love”                             | 1999 | 24 | –  | – | –  | –  | –   | Homogenic     |
| „Hidden Place”                                    | 2001 | 21 | 20 | – | 16 | 11 | –   | Vespertine    |
| „Pagan Poetry”                                    | 2001 | 38 | 49 | – | 15 | –  | –   | Vespertine    |
| „Cocoon”                                          | 2002 | 35 | 61 | – | –  | –  | –   | Vespertine    |
| „It’s in Our Hands”                               | 2002 | 37 | 97 | – | –  | –  | –   | Greatest Hits |
| „Who Is It”                                       | 2004 | 26 | 62 | – | –  | –  | –   | Medúlla       |
| „Triumph of a Heart”                              | 2005 | 31 | 63 | – | –  | –  | –   | Medúlla       |
| „Earth Intruders”                                 | 2007 | –  | 64 | – | –  | –  | –   | Volta         |
| „Innocence”                                       | 2007 | –  | –  | – | –  | –  | –   | Volta         |
| „Declare Independence”                            | 2008 | –  | 68 | – | –  | –  | –   | Volta         |
| „Wanderlust”                                      | 2008 | –  | 67 | – | –  | –  | –   | Volta         |
| „The Dull Flame of Desire” (feat. Antony Hegarty) | 2008 | –  | 72 | – | –  | –  | –   | Volta         |
| „Náttúra”                                         | 2008 | –  | –  | – | –  | –  | –   | –             |
| „The Comet Song”                                  | 2010 | –  | –  | – | –  | –  | –   | –             |
| „Crystalline”                                     | 2011 | –  | –  | – | –  | –  | –   | Biophilia     |
| „Cosmogony”                                       | 2011 | –  | –  | – | –  | –  | –   | Biophilia     |
| „Virus”                                           | 2011 | –  | –  | – | –  | –  | –   | Biophilia     |
| „Moon”                                            | 2011 | –  | –  | – | –  | –  | –   | Biophilia     |
| „Stonemilker”                                     | 2015 | –  | –  | – | –  | –  | –   | Vulnicura     |
| „–” singel nie był notowany.                      |      |    |    |   |    |    |     |               |

## Wideografia
- 1994 – Vessel
- 1998 – Live at Shepherds Bush Empire
- 1999 – Volumen – USA: złota płyta[25]
- 2001 – Live in Cambridge
- 2002 – MTV Unplugged / Live
- 2002 – Live at Royal Opera House
- 2002 – Volumen Plus
- 2002 – Greatest Hits – Volumen 1993–2003
- 2003 – Inside Björk
- 2003 – Later with Jools Holland
- 2003 – Minuscule
- 2004 – The Inner or Deep Part of an Animal or Plant Structure
- 2005 – The Medúlla Videos
- 2012 – Later with Jools Holland 1995–2011
- 2014 – When Björk Met Attenborough
- 2014 – Björk: Biophilia Live

## Filmografia
- 1982 – Rokk í Reykjavík (Íslenska Kvikmyndasamsteypan), film w reżyserii Friðrika Þóra Friðrikssona.
- 1983 – Nýtt Líf (Nýtt Líf ehf.), film w reżyserii Þráinna Bertelssona.
- 1990 – The Juniper Tree, jako Margit. (Rhino Home Video)
- 1994 – Prêt-à-Porter, gościnnie jako modelka (ona sama). (Robert Altman)
- 2000 – Tańcząc w ciemnościach, jako Selma Ježková. (Lars von Trier)
- 2005 – Drawing Restraint 9, postać jest znana jako „Guest”. (Matthew Barney)
- 2005 – Screaming Masterpiece, jako ona sama.
- 2005 – Arakimentari, film dokumentalny o Japończykach, jako ona sama.
- 2006 – Matthew Barney: No Restraint, film dokumentalny o tworzeniu Drawing Restraint 9, jako ona sama.
- 2007 – Anna and the Moods, dubbing – Anna Young.

## Odznaczenia
- Chevalier Narodowego Orderu Zasługi – Francja, 2001[30]